# 刺客的威脅
刺客的威脅（L'Assassin menacé）是一幅由比利时超现实主义画家雷內·馬格利特于1927年创作的油画。这幅画是马格利特1927年为他第一次的个人画展而绘制的，长度是150.4公分，宽度是195.2公分。该画1966年由美国纽约现代美术馆(MOMA)获得，并收藏至今。该画中，一个裸体女性正躺在躺椅上，一个穿着体面的男人站在一旁正准备离开。男人的包放在地上，外套和帽子则是放在在一旁的椅子上。该男子似乎被留声机的音乐吸引而听了下来，惬意地听着音乐，而另外两个拿着凶器的男子则已靠在门后，正准备要动手。